# 邱聖華
邱聖華（英語：Jessie Yau，2002年9月11日—）為溥儀眼鏡老闆邱子傑及名媛邱李茂琪之幼女，亦為《我係小廚神2》的季軍得主。

## 生平
邱聖華父親邱子傑（53歲）是溥儀眼鏡的行政總裁，母親邱李茂琪是名媛，有一兄長邱聖橋（25歲）。她在三歲時已開始下廚，十歲更跟隨名廚學習烹飪。
2015年8月，12歲的邱聖華參加《我係小廚神2》，最後獲得季軍。2016年9月，邱聖華前往美國康涅狄格州的喬特羅斯瑪麗就讀。

## 晉級歷程
| 集數 | 日期                | 菜式                 | 結果                                                                |
| 1    | 8月8日              | 薄餅                 | 以第1組首名晉級                                                     |
| 2    | 8月15日，亞洲美食   | 華式Tartar、這是咖喱 | 晉級                                                                |
| 3    | 8月22日，田野烹飪   | 沙茶冬瓜炆五花腩     | 與蔡愷桐（Selina）一同晉級                                          |
| 4    | 8月29日，咖喱戰     | 咖喱雞蛋仔           | 晉級                                                                |
| 5    | 9月5日，西餐比試    | 拿破崙千層脆         | 晉級                                                                |
| 6    | 9月12日，海鮮大混戰 | 西式海鮮湯           | 不敵揭詠芯（Kit）及蔡愷桐（Selina），與黃奕曦（Herman）一同成為季軍 |

## 爭議
有觀眾得悉邱聖華是溥儀眼鏡老闆的女兒後，隨即指出溥儀眼鏡過往曾贊助很多無綫電視節目，兩者關係密切，質疑會否對其他參賽者不公。邱李茂琪回應指溥儀眼鏡最後贊助無綫節目是2013年，亦沒有到場觀賽，更不認識幕後人員，女兒在比賽中沒有任何優勢。

## 外部連結
- 無綫電視節目網頁 - 我係小廚神2 （页面存档备份，存于）
- 年紀輕輕廚藝勁名人二代出廚神 （页面存档备份，存于）